# Neottiospora caricina
Neottiospora caricina är en svampart som först beskrevs av Jean Baptiste Desmazières, och fick sitt nu gällande namn av Franz Xaver von Höhnel 1924. Neottiospora caricina ingår i släktet Neottiospora, divisionen sporsäcksvampar och riket svampar.   Inga underarter finns listade i Catalogue of Life.